# 황금무당거미

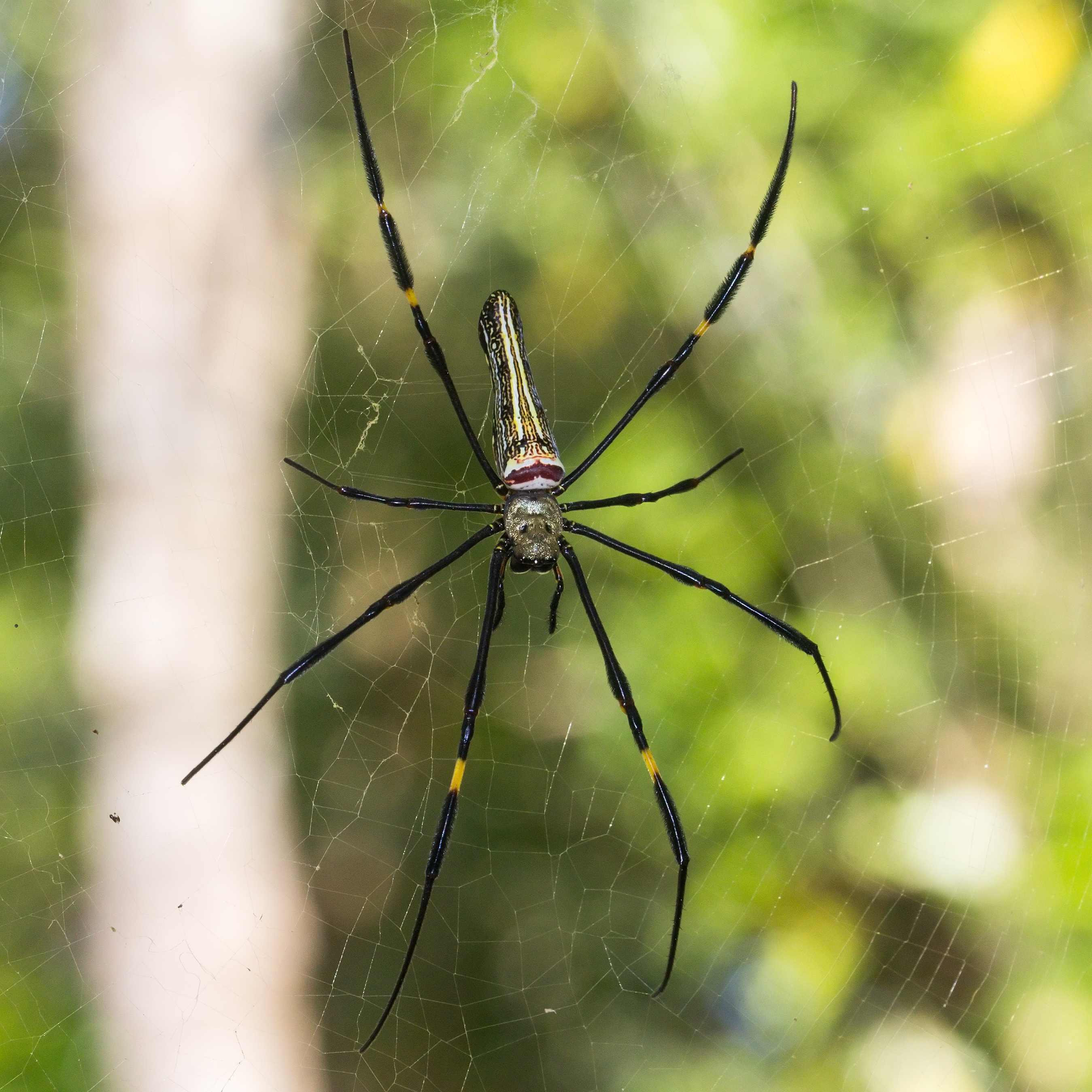

황금무당거미(학명: Nephila pilipes, giant golden orb weaver)는 무당거미과 무당거미속의 거미이다. 세계에서 큰 거미 중 하나로도 알려져 있으며, 암컷의 크기는 30~50 mm이며, 수컷의 크기는 5~6 mm이다. 숲이나 정원 등에서 발견되며 황금빛 거미줄을 생산하는 거미로도 잘 알려져 있다. 베트남, 캄보디아, 말레이시아, 인도네시아, 싱가포르, 미얀마, 태국, 라오스, 필리핀, 인도, 파푸아뉴기니, 네팔, 호주 등 동남아시아와 동아시아 대부분, 오세아니아 등지에서 서식한다.